# Ecstasia Sanders
Ecstasia Lenore Sanders (* 15. Juli 1985 in San Diego, Kalifornien) ist eine kanadische Kinderdarstellerin und Schauspielerin. 

## Leben
Sanders wurde in San Diego geboren und zog später mit ihrer Familie nach Vancouver, wo sie auch aufwuchs. Sie hatte ihr Schauspieldebüt bereits im Jahr 1996 in Color Me Perfect. Es folgten Rollen in diversen Filmen und Serien.

## Filmografie (Auswahl)

### Filme
- 1996: Color Me Perfect
- 2006: Orpheus
- 2006: Final Destination 3
- 2006: Dr. Dolittle 3
- 2007: A Valentine Carol
- 2009: Virtuality – Killer im System (Virtuality)
- 2010: Die Sünden der Mutter (Sins of the Mother)
- 2010: Hot Tub – Der Whirlpool … ist ’ne verdammte Zeitmaschine (Hot Tub Time Machine)
- 2011: Three Weeks, Three Kids
- 2013: Der große Schwindel (Swindle, Fernsehfilm)
- 2013: Embrace of the Vampire

### Serien
- 2004: The L Word – Wenn Frauen Frauen lieben (Gastrolle)
- 2004: The Collector (Gastrolle)
- 2004–2006: Smallville (3 Episoden)
- 2006: Killer Instinct (Gastrolle)
- 2006: Kyle XY (Gastrolle)
- 2008: Stargate Atlantis (Gastrolle)
- 2009: Supernatural (Gastrolle)
- 2009: The Assistants (Gastrolle)
- 2009: Psych (Gastrolle)
- 2010: Fringe – Grenzfälle des FBI (Gastrolle)
- 2010: Human Target (Gastrolle)
- 2011: Endgame (Gastrolle)
- 2011–2012: True Justice (4 Episoden)
- 2012: Mr. Young (Gastrolle)
- 2013: Motive (Gastrolle)
- 2014: Arctic Air (2 Episoden)
- 2018: Van Helsing (Gastrolle)